# فرانکلین‌کووی
فرانکلین‌کووی (انگلیسی: FranklinCovey) شرکت خدمات حرفه‌ای آمریکایی است، که در سال ۱۹۹۷ توسط استیون کاوی تأسیس شد.